# Proces (Kafka)
Proces (Izvorni njemački naziv: de. 'Der Process', kasnije de. 'Der Prozess', de. 'Der Proceß' i de. 'Der Prozeß') je roman Franza Kafke, napisan između 1914. i 1915. godine i objavljen 1925. godine. Jedan od njegovih najpoznatijih radova, to je priča o čovjeku koji je uhićen i optužen od strane dalekog i nedostupnog organa vlasti, za zločin čija priroda ostaje do kraja nepoznata i njemu i čitatelju. Pod jakim utjecajem Zločina i kazne i Braće Karamazovih, Fjodora Dostojevskog, Kafka ga je nazvao krvnim srodnikom. Poput drugih Kafkinih romana, i Proces je ostao nezavršen, iako uključuje poglavlje koje dovodi radnju do kraja.
Nakon Kafkine smrti 1924. godine, njegov prijatelj i književni egzekutor Max Brod uredio je tekst za objavljivanje u kući Verlag Die Schmiede. Originalni rukopis čuva se u Muzeju moderne književnosti, u njemačkom gradu Marbach am Neckar. Godine 1999., knjiga je uvrštena na popis najboljih njemačkih knjiga 20. stoljeća, na drugom mjestu.

## Zaplet
Na njegov trideseti rođendan, glavnog blagajnika banke, Jozefa K., neočekivano uhićuju dvojica nepoznatih agenata za neodređeni zločin. Kasnije stiže i šef agenata i održava mini-suđenje u sobi Jozefove susjede, Fräulein Bürstner. Međutim, agenti ne odvode Jozefa K. već ga ostavljaju na slobodi i kažu mu da čeka daljnje upute od Odbora za Poslove. On odlazi na posao, a navečer se ispričava Fräulein Bürstner za upad u njenu sobu. Na kraju razgovora, on je iznenada poljubi.
K. prima telefonski poziv da dođe na sud, i ročište se zakazuje za iduću nedjelju. Točno vrijeme nije zakazano, ali mu daju adresu suda. Ispostavlja se da je na danoj adresa ogromna stambena zgrada. K. mora pronaći sud, za kojeg se ispostavlja da se nalazi na tavanu. Soba je bez zraka, otrcana i puna ljudi, i iako on nema pojma za što je optužen, ili tko je odobrio proces, K. drži dugačak govor u kojem obezvrijedi cijeli proces, uključujući i agente koji su ga uhitili; za vrijeme tog govora nadzornik i njegova žena se upuštaju u seksualni čin. K. se zatim vraća kući.
K .ponovo odlazi na sud, iako nije bio pozvan, i doznaje da sud ne zasjeda. Umjesto toga razgovara s nadzornikovom ženom, koja ga pokuša zavesti u namjeri da pobjegne s njim, i koja mu da više informacija o procesu, te mu nudi mu pomoć. K. kasnije odlazi s nadzornikom na više razine potkrovlja, gdje se nalaze otrcani uredi suda.
K. se vraća kući, i nalazi Fräulein Montag, stanarku iz druge sobe, kako se useljava k Fräulein Bürstner. On sumnja da je to zato kako bi ga se spriječilo da započne vezu s potonjom. Čini se da je još jedan stanar, kapetan Lanz, u dosluhu s Montag.
Kasnije, u sobi u svojoj banci, K. otkriva čovjeka kako bičuje agente koji su ga uhitili, zato što su tražili mito od K. i zbog prigovora koje je K. podnio na sudu. K. pokušava raspravljati s muškarcem koji ih bičuje, govoreći da to ne bi trebao raditi, ali on ga ne sluša. Sutradan se vraća u tu sobu i u šoku otkriva da je sve kao i dan prije, uključujući premlaćivanje i dva agenta.
K. posjećuje njegov ujak, čiji je K. bio štićenik. Ujak se čini uznemiren s njegovom pozicijom. Isprva suosjećajan, on postaje zabrinut da K. podcjenjuje ozbiljnost slučaja. Ujak upoznaje K. s odvjetnikom, u čijem je prisustvu i medicinska sestra Leni, za koju K. sumnja da je odvjetnikova ljubavnica. Tijekom rasprave postaje jasno koliko se ova proces razlikuje od uobičajenog postupka: krivnja je pretpostavljena, birokracija koja se s njim bavi je ogromna i više-razinska, i sve se drži u tajnosti, od optužbe, do pravila suda, do autoriteta koji je iza suda – čak do identiteta sudaca na najvišim razinama. Odvjetnik mu kaže da mu može pripremiti podnesak za sud, ali da će to biti težak posao jer su i optužnica i pravila nepoznata. On se možda nikad neće pročitati, ali je ipak vrlo važan. Odvjetnik kaže da je njegov najvažniji zadatak nositi se s jakim sudskim dužnosnicima iza scene. Kako oni razgovaraju, odvjetnik otkriva da glavni činovnik suda sjedi skriven u mračnom kutu sobe. Glavni činovnik se pojavljuje kako bi se pridružio razgovoru, ali K. poziva Leni, koja ga odvodi u sobu, gdje mu nudi pomoć i zavodi da. Oni imaju seksualni susret. Poslije, K. se nalazi sa svojim ujakom vani, koji je ljut, tvrdeći da je nedostatak poštovanja koji je K. pokazao naštetio njegovom slučaju.
K. posjećuje svojeg odvjetnika nekoliko puta. Odvjetnik mu opetovano govori koliko je teška njegova situacija i priča mu mnoge priče drugih beznadežnih klijenata i njegovih pokušaja da im pomogne, hvaleći se svojim mnogim vezama. Podnesak se nikad ne završi. K. posao u banci propada dok je on zaokupljen brigom oko slučaja.
K. iznenadi jedan od klijenata banke, koji mu govori da je svjestan kako K. predstoji suđenje. Klijent je saznao o slučaju od Titorellija, slikara, koji ima posla sa sudom i koji mu je rekao za K-ov slučaj. Klijent savjetuje K. da ode k Titorelliju po savjet. Titorelli živi u potkrovlju stambene zgrade u predgrađu na suprotnoj strani grada od suda kojeg je K. posjetio. Tri tinejdžerke zadirkuju K. na stepeništu i seksualno ga ismijavaju. Ispostavlja se da je Titorelli službeni slikar portreta za sud (naslijeđena situacija), i posjeduje duboko razumijevanje procesa. K. saznaje da je koliko Titorelli zna, ni jedan optuženi nikad nije bio oslobođen. On iznosi K.-ove mogućnosti i nudi mu pomoć. Mogućnosti su: dobiti prvostupanjsku presudu nevinosti od nižeg suda, koja se može bilo kada poništiti od strane višeg suda; ili, pokušati dobiti naklonosti niže rangiranih sudaca kako bi se proces kretao laganim korakom. Titorelli natjera K. da izađe kroz mala stražnja vrata, jer cure blokiraju vrata kojima je K. ušao. Na K.-ovo zaprepaštenje, vrata vode u još jedan ured suda, opet bez zraka i otrcan.
K. odluči preuzeti kontrolu u svoje ruke i posjećuje svog odvjetnika s namjerom da ga otpusti. U odvjetnikovom uredu susreće se s Blockom, klijentom koji nudi K. neke spoznaje iz njegove perspektive. Blockov slučaj se vodi već pet godina, i on je od uspješnog poduzetnika završio u bankrotu i postao gotovo rob odvjetniku i Leni, s kojom je čini se, seksualno umješan. Odvjetnik ponižava Blocka u prisustvu K. zbog njegove pseće poslušnosti. Ovaj događaj još više zatruje K.-ovo mišljenje o odvjetniku (Ovo poglavlje je ostalo nedovršeno od strane autora)
Banka zatraži da K. pokaže talijanskom klijentu znamenitosti u gradu, ali klijent, u nedostatku vremena, traži od K. da ga samo odvede do katedrale, ugovarajući vrijeme kad će se tamo naći. Kad se klijent ne pojavi, K. istražuje katedralu, koja je prazna osim žene i crkvenog službenika. K. primjećuje svećenika koji se priprema držati misu, i K. krene otići, kako ne bi morao ostati i čuti cijelu službu. Ali umjesto da održi misu, svećenik pozove K.-ovo ime. K. se približi propovjedaonici i svećenik ga napada zbog njegovog stava prema suđenju i što traži pomoć, pogotovo od žena. K. ga traži da siđe, i dvojica muškaraca hodaju u katedrali. Svećenik radi za sud kao kapelan, i ispriča K. bajku (koja je bila tiskana prije pod nazivom „Ispred suda“), koja bi trebala objasniti njegovu situaciju. K. i svećenik raspravljaju o prispodobi. Svećenik kaže K-u da je prispodoba prastari sudski tekst, i da su ga mnoge generacije sudskih činovnika različito interpretirale.
Uoči K-ovog tridesetprvog rođendana, dvojica muškaraca pristignu u njegov stan. On ih je čekao, i pruža malo otpora, dapače, daje im upute dok hodaju kroz grad. K. ih odvodi do kamenoloma gdje oni polažu K.-ovu glavu na odbačeni blok. Jedan od njih izvuče mesarski nož s dvostrukom oštricom, i dok ga oni razmjenjuju među sobom, narator nam kaže da je „K. točno znao da bi bila njegova dužnost da uzme nož…i zabije ga u sebe“. On ne uzima nož. Jedan od muškaraca drži ga za rame i digne ga dok ga drugi probode u srce i okrene nož dvaput. K.-ove zadnje riječi su, „Poput psa!“

## Likovi
Josef K. – junak romana.
Fräulein Bürstner – najmoprimac u istoj kući kao i Jozef K. Jedne noći dopustila mu je da je poljubi, ali nakon toga odbija njegova udvaranja. U  zadnjim stranicama romana, K. je nakratko ugleda, ili nekoga tko liči na nju.
Fräulein Montag– prijateljica Fräulein Bürstner, ona govori K.-u da bi trebao završiti svoj odnos s Fräulein Bürstner nakon njegovog uhićenja. Tvrdi da mu može objasniti stvari, jer je objektivna treća strana.
Wilhelm i Franz – časnici koji uhićuju K., ali odbijaju otkriti zločin je počinio.
Inspektor – osoba koja provodi postupak nad Jozefom K. i službeno ga obavještava da je uhićen.
Rabinsteiner, Kullich i Kaminer – mlađi zaposlenici banke, koji prisustvuju postupku u penzionatu.
Frau Grubach – vlasnica kuća u kojoj K. živi. Ona visoko misli o K.-u, iako je uhićen.
Žena na sudu – u njenoj kući događa se prva presuda K.-u. Traži pomoć od K.-a jer ne želi postati žrtva nasilja od strane sudaca.
Student – deformirana osoba koja postupa po nalozima suca. Bit će utjecajan čovjek u budućnosti.
Upute suca – prvi sudac u K.-ovom procesu, zamjenjuje K.-a sa soboslikarom.
Ujak Karl – K. naprasni ujak sa sela, ranije njegov staratelj. Kad sazna za proces, Karl inzistira na tome da je K. unajmi Herr Hulda, odvjetnika.
Herr Huld, odvjetnik – K.-ov pompozan i pretenciozan odvjetnik koji malo djeluje ali puno priča, većinom u anegdotama.
Leni – Herr Huldova medicinska sestra, osjeća nešto za Josefa K., i brzo postaje njegova ljubavnica. Pokazuje mu svoju deformiranu ruku, još jedna referenca na motiv ruke u knjizi. Navodno nalazi optužene muškarce jako privlačnima - činjenica da su optuženi čini ih njoj neodoljivima.
Albert – službenik sudskog ureda i prijatelj Hulda.
Krvnik – čovjek koji kažnjava Franza i Wilhelma u banci nakon što se K. požalio na agente u njegovoj prvoj sudskoj presudi.
Potpredsjednik – K.-ov snishodljivi rival u banci, uvijek spreman da uhvati K.-a u kompromitirajućoj situaciji. On u više navrata koristi K-ovu zaokupljenost s procesom kako bi proveo svoje ambicije.
Predsjednik – direktor Banke. Boležljiv lik, čiju poziciju potpredsjednik pokušava preuzeti na sebe. Dobro se slaže s K., nudeći mu razne zadatke.
Rudy Block, trgovac – Block je još jedan optuženi čovjek i Huldov klijent. Njegov slučaj je star pet godina, i on je sad samo sjena uspješnog trgovca žitom koji je nekad bio. Sve svoje vrijeme, energiju i resurse posvećuje svom slučaju, a na štetu vlastitog života. Iako je angažirao pet dodatnih odvjetnika, on je u potpunosti i patetično podčinjen Huldu.
Proizvođač – čovjek koji čuje o njegovom slučaju i savjetuje mu vidjeti umjetnika, koji zna kako pravosudni sustav radi.
Titorelli, umjetnik – Titorelli je naslijedio poziciju slikara dvora od svog oca. On zna jako puno o događajima u sudu niže razine. On nudi da pomogne K., a uspijeva utrpati nekoliko identičnih pejsaža optuženiku.
Svećenik – zatvorski svećenik, kojeg K. susreće u crkvi. Svećenik mu savjetuje da se proces loše odvija i da prihvati svoju sudbinu.
Vratar i farmer – likovi u priči kapelana.